# Pomniki Przyrody w Szołtanach
Na terenie Szołtan znajdują się 2 pomniki przyrody (stan na 2023 rok) w postaci pojedynczych drzew takich jak:
- Kasztanowiec zwyczajny[1]
- Lipa drobnolistna[2]

Decyzję w sprawie wpisania na listę pomników przyrody jak i wykreślenia z niej następuje w drodze przyjęcia uchwały przez radę gminy, która może ustanowić pomnik przyrody z własnej inicjatywy albo na wniosek. Projekt uchwały podlega uzgodnieniu z Regionalnym Dyrektorem Ochrony Środowiska, czyli RDOŚ. Celem ustanowienia pomników przyrody jest ochrona drzew o okazałych rozmiarach, przedstawiających wysokie walory przyrodnicze, kulturowe. W stosunku do pomników przyrody, które są oznakowane tabliczkami prowadzony jest monitoring ich stanu zdrowotnego i wykonywane są wszelkie zabiegi niezbędne do zachowania dobrego ich stanu.

## Lista pomników przyrody w Szołtanach
Wykaz wszystkich pomników przyrody na terenie Szołtan:
| L.p. | Nazwa / gatunek        | Lokalizacja                                                                | Obwód pnia (cm) | Data ustanowienia |
| ---- | ---------------------- | -------------------------------------------------------------------------- | --------------- | ----------------- |
| 1    | Lipa drobnolistna      | Szołtany, przy zabudowaniu nr.10                                           | 465             | 12.02.1993        |
| 2    | Kasztanowiec zwyczajny | Szołtany, ok. 60 m na południe od posesji p. Cyruszysa (zabudowanie nr.11) | 280             | 31.12.1998        |